# Anaplecta bella
Anaplecta bella är en kackerlacksart som beskrevs av Rocha e Silva 1954. Anaplecta bella ingår i släktet Anaplecta och familjen småkackerlackor. Inga underarter finns listade i Catalogue of Life.